# Marcia Saborío
Marcia María Saborío de la Fuente (San José, 3 de julio de 1963) es una actriz, comediante y humorista costarricense con larga trayectoria como actriz, tanto nacional como internacionalmente, trabajando así en obras de teatro y en televisión, así como en la película El Lugar más feliz del Mundo. Estudió actuación en la Universidad de Costa Rica.

## Vida personal
Nació en San José, el 3 de julio de 1963, en el modesto hogar formado por Rodolfo Saborío y Flora de la Fuente. 
Marcia Saborío logra ser admitida en la Universidad de Costa Rica, donde decide estudiar actuación, aunque le recriminarán su elección. Debuta en 1980 como humorista. En 1984 contrae matrimonio con Walter Fernández (divorciados en 1995), con el cual tuvo a su hijo José.
Saborío se ha declarado defensora de los derechos de las personas y no le agrada la monotonía de la sociedad, ella declaró: "Preferí en el humorismo, no hacer chistes sobre racismo, xenofobia u homofobia porque comprendí que en el público, alguien podría tener esta preferencia y no sería agradable para ellos".

## Vida profesional
Marcia se ha mantenido en el recuerdo y el cariño de los costarricenses, principalmente por ser parte del video El Pipiribao, además por reencarnar personajes como: Diestre y Shirley Yajaida, durante años trabajó bajo la conducción de Lucho Barahona, en el proyecto Gallito Pinto, en el cual actúa con su amiga y distinguida actriz María Torres, obra que actualmente volvió a cartelera, es exitosa debido al cariño y aprecio de los costarricenses hacía ambas actrices, en 1993 formó junto a María Torres el dúo Caras Vemos, también fue conductora en el programa Nuestro Sexto Sentido, Saborío es una mujer emprendedora, además de poseer su propio teatro llamado Teatro Marcia Saborío, ella expresó que tal proyecto fue difícil de realizar y de mantener, sin embargo, ha logrado salir adelante, es productora ha trabajado en su propia empresa llamada Liber-arte. En 2003 abrió el programa radiofónico “A Carcajada Limpia”, tiempo después forma otro programa radiofónico llamado Las Aventuras de Shirley, Participó en el Festival Iberoamericano de Teatro en Cádiz y con diferentes obras ha participado en giras a Centroamérica, Estados Unidos y México. Saborío también participó como parte del equipo del programa La Patada, dirigido por el difunto periodista Parmenio Medina.

## Obras
- Teatro:
- ¿Cómo es Q´ES?
- "Las Fisgonas de Paso Ancho"
- "Contigo pan y Cebolla"
- "Brujas"
- "Te juro Juana que tengo ganas"
- "Los Monólogos de la Vagina"
- "Gallito Pinto"
- Televisión:
- "El pipiribao"
- "Espacios Humorísticos"
- 'Nuestro Sexto Sentido"
- Película:
- Es parte del elenco de la película: "El lugar más feliz del Mundo"
- Es parte del elenco de la película: "Morgan y los súper bichillos"

## Actualidad
En la actualidad Marcia sigue con las obras de teatro en el Teatro Marcia Saborío, en 2017 se anunció la tercera temporada de, Tu cara me suena, en el que participará como concursante en forma de dúo, junto a María Torres.